# La Selle-la-Forge
La Selle-la-Forge är en kommun i departementet Orne i regionen Normandie i nordvästra Frankrike. Kommunen ligger i kantonen Flers-Sud som tillhör arrondissementet Argentan. År 2022 hade La Selle-la-Forge 1 396 invånare.

## Befolkningsutveckling
Antalet invånare i kommunen La Selle-la-Forge
| Referens: INSEE |